# Список послов Великобритании в Японии
- 1859—1864 Резерфорд Олкок

- 1926—1931 Джон Тилли
- 1931—1934 Фрэнсис Линдли
- 1934—1937 Роберт Клайв
- 1937—1941 Роберт Крейги
- 1941—1946 без представительства в связи с Второй мировой войной
- 1946—1951 Олвери Гаскойн, политический представитель
- 1967—1972 Джон Пилчер

- 1999—2004 Стивен Гоумерсолл
- 2004—2008 Грэм Фрай
- 2008—2012 Дэвид Уоррен
- с 2012 года Тим Хитченс